# Sepulcre de Son Olivaret
El  sepulcre de Son Olivaret (Ciutadella - Menorca) és un Bé d'Interès Cultural que s'ubica dins la bateria militar del mateix nom, al sud-oest de municipi de Ciutadella. Es tracta d'una construcció funerària col·lectiva, que correspon a la tipologia de les protonavetes o sepulcres de triple parament i conserva tota la filera basal del monument. Les excavacions arqueològiques que s'hi han realitzat han localitzat un interessant conjunt funerari format per restes humanes, ceràmiques i objectes d'os.

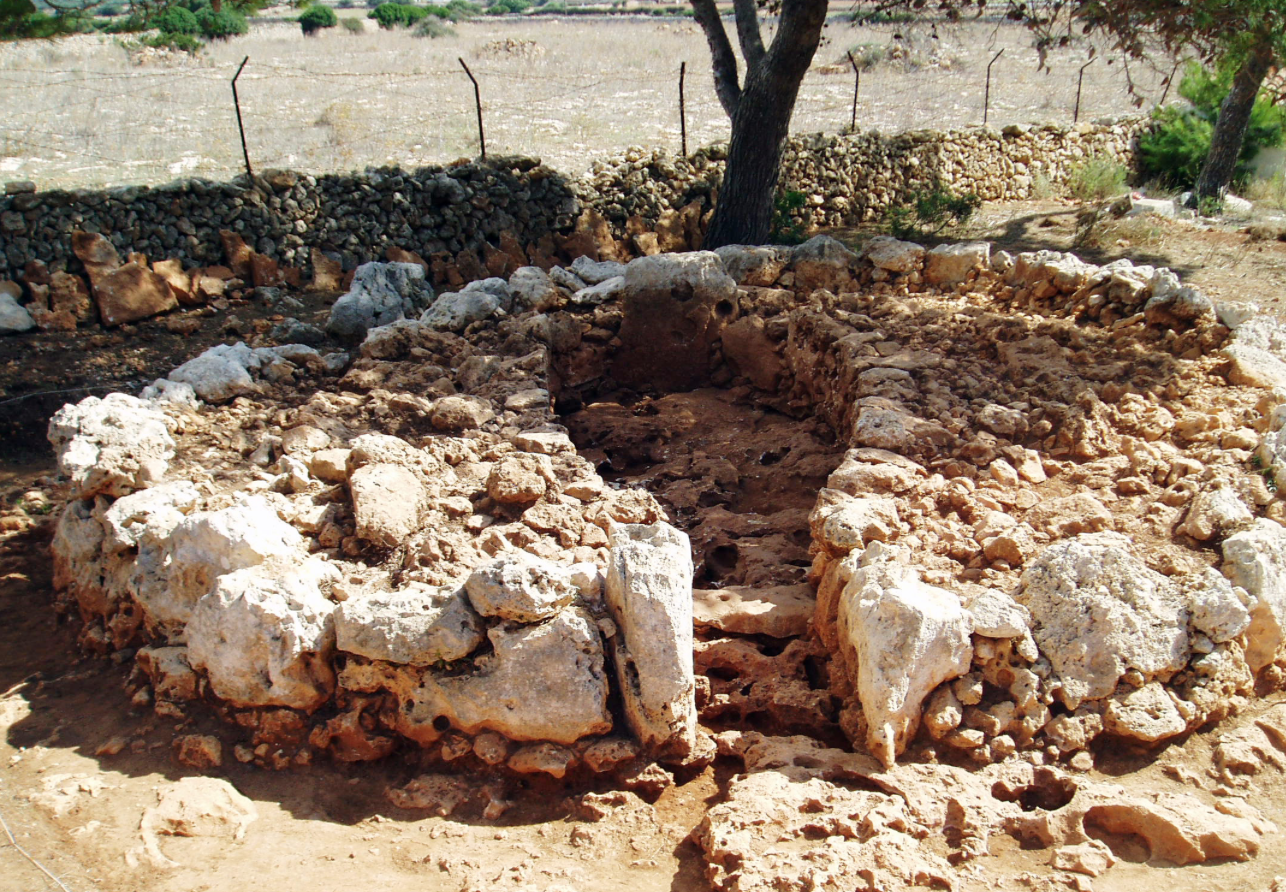
Sepulcre de Son Olivaret

## L'edifici i els materials documentats
La cambra és gairebé circular o oblonga i conserva una gran llosa vertical a la part oposada a l'entrada. La major part de les pedres que formen el monument no són de dimensions excessivament grans, fet que el diferencia clarament dels edificis coneguts com a sepulcre megalític. L'excavació de la cambra va proporcionar el registre complet dels contextos funeraris, amb les restes humanes i l'aixovar format per objectes ceràmics, metàl·lics, ossis i lítics. A l'exterior del  sepulcre, i davant el corredor d'entrada, també s'hi van localitzar nombrosos fragments de ceràmica prehistòrica de Menorca. A l'interior del sepulcre s'hi van recuperar les restes de gairebé un centenar d'individus, que hi foren dipositats durant un llarg període. Tot i que alguns carbons s'han datat cap al 2.000 aC, les restes humanes més antigues correspondrien al període a partir del 1.600 aC. Sembla que, després, va estar en ús durant tota la resta de l'edat del bronze, fins al 800-600 aC, i fins i tot seria reutilitzat durant el període talaiòtic final o  període posttalaiòtic, entre el 350 i el 150 aC. Els esquelets estaven en molt mal estat, a causa en part de la naturalesa àcida de la terra, que els havia malmès, però també a la manera com foren dipositats: sembla que, a mesura que s'anaven introduint nous cadàvers, els ossos dels anteriors s'anaven empenyent cap al fons, per fer lloc. És per açò que en molt pocs casos els esquelets es van trobar en connexió anatòmica.
A més, van poder recuperar gran part dels objectes de l'aixovar que acompanyava els difunts, conformats per vasos ceràmics (de diversa tipologia i cronologia), objectes de bronze i elements lítics. A l'exterior del sepulcre, i davant el corredor d'entrada, es van localitzar nombrosos fragments ceràmics de l'edat del bronze, corresponents al naviforme I (1700-1400 aC) i naviforme II (1400-1200 aC aprox.).

## L'estudi antropològic

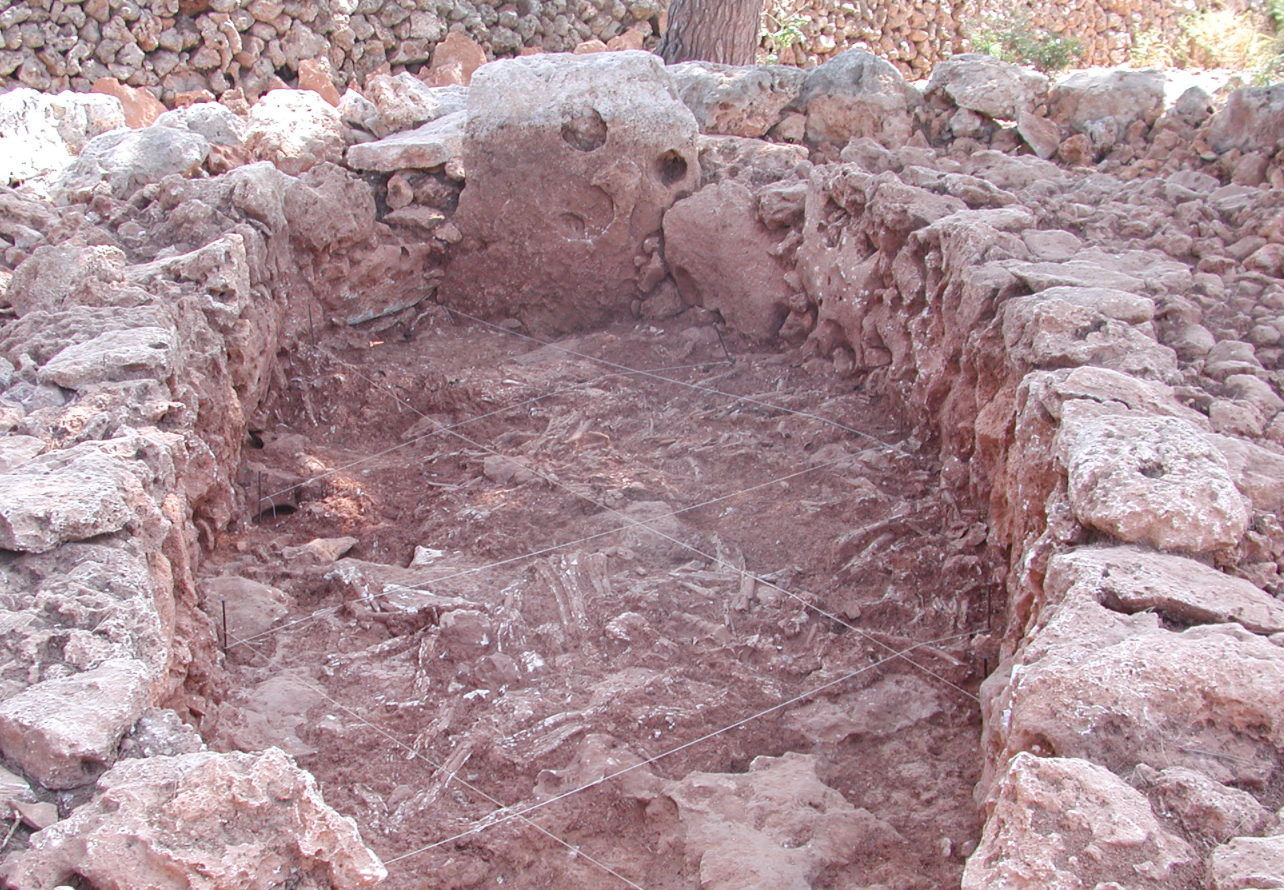
Cambra funerària del sepulcre de Son Olivaret

L'estudi dental, malgrat tot, ha permès determinar un número mínim de 91 individus, 64 recuperats als estrats del període talaiòtic a Menorca i 27 al període pretalaiòtic. Entre els talaiòtics hi havia 58 majors de set anys i 6 menors d'aquesta edat. Pel que fa als individus d'època pretalaiòtica, 24 tenien més de set anys en el moment de la mort, i 3 eren més joves. Tot açò es pot saber determinant si les dents conservades són dents de llet o formen part de la dentició definitiva. El desgast de les dents permet calcular també, de forma aproximada, l'edat de la persona. A Son Olivaret, les dents es troben molt poc desgastades, de manera que podem afirmar que la major part dels individus enterrats no eren molt majors, quan van morir. L'esperança de vida, per tant, no devia ser gaire elevada. S'han pogut detectar també, a través de l'estudi de les dents, dues patologies: càries i hipoplàsia. El percentatge de càries, un 3’5%, és baix, com correspon a les poblacions d'aquesta època. Les hipoplàsies són defectes de l'esmalt dentari, que es poden relacionar amb carències d'aliment, infeccions, etc. La baixa proporció d'aquesta patologia demostra que la població de Son Olivaret no patia, normalment, problemes de desenvolupament.  

## Període cronològic
- Bronze Inicial (2.000 aC)
- Bronze Mitjà
- Bronze Final (800 aC).

## Intervencions arqueològiques
El monument fou excavat per part d'un equip del Museu de Menorca, dirigit per l'arqueòleg i llavors director del museu, Lluís Plantalamor Massanet juntament amb l'arqueòloga Sílvia Villalonga i el també arqueòleg Josep Marquès. L'any 1999 es conegué l'existència del sepulcre i un any després es realitzà un primer aixecament planimètric seguit d'una prospecció electromagnètica per comprovar possibles cavitats internes. Finalment el jaciment fou excavat entre els estius de 2003 i 2005.